# Wielkie otwarcie
Wielkie otwarcie (ang. Big Night) – amerykański film dramatyczny z 1996 roku w reżyserii Campbella Scotta i Stanleya Tucci, wyprodukowany przez wytwórnię The Samuel Goldwyn Company.
Premiera filmu odbyła się 24 stycznia 1996 podczas Sundance Film Festival. Osiem miesięcy później, 26 września, obraz trafił do kin na terenie Stanów Zjednoczonych.

## Fabuła
Akcja filmu rozgrywa się w latach 50. XX wieku w Stanach Zjednoczonych. Bracia Primo (Tony Shalhoub) i Secondo (Stanley Tucci) otwierają prawdziwą włoską restaurację. Szybko się jednak okazuje, że oczekiwania Amerykanów są nie do spełnienia przez prawdziwe włoskie menu, a brak klientów doprowadza ich do finansowych kłopotów. Secondo udaje się do szefa konkurencyjnego lokalu z prośbą o pożyczkę.

## Obsada
- Minnie Driver jako Phyllis
- Ian Holm jako Pascal
- Isabella Rossellini jako Gabriella
- Tony Shalhoub jako Primo
- Stanley Tucci jako Secondo
- Marc Anthony jako Cristiano
- Caroline Aaron jako kobieta w restauracji
- Allison Janney jako Ann
- Campbell Scott jako Bob
- Susan Floyd jako Joan
- Pasquale Cajano jako Alberto N. Pisani

## Produkcja
Zdjęcia do filmu kręcono w Keyport (New Jersey) oraz na Molo Chelsea, na Manhattanie w Nowym Jorku.

## Odbiór
Film Wielkie otwarcie spotkał się z pozytywną reakcją krytyków. W serwisie Rotten Tomatoes, 96% z pięćdziesięciu pięciu recenzji filmu jest pozytywne (średnia ocen wyniosła 8,1 na 10). Na portalu Metacritic średnia ocen z 23 recenzji wyniosła 80 punktów na 100.

### Nagrody i nominacje
| Rok  | Miejsce                                           | Nagroda                 | Kategoria                              | Odbiorcy i nominowani                           | Wynik     |
| ---- | ------------------------------------------------- | ----------------------- | -------------------------------------- | ----------------------------------------------- | --------- |
| 1996 | Sundance Film Festival                            | Nagroda im. Waldo Salta | Najlepszy scenariusz                   | Joseph Tropiano i Stanley Tucci                 | wygrana   |
| 1996 | Sundance Film Festival                            | Główna Nagroda Jury     | Udział w konkursie na najlepszy dramat | Campbell Scott i Stanley Tucci                  | nominacja |
| 1997 | 1. ceremonia wręczenia Satelitów                  | Złota Satelita          | Najlepszy aktor w komedii lub musicalu | Stanley Tucci                                   | nominacja |
| 1997 | 13. ceremonia wręczenia Independent Spirit Awards | Independent Spirit      | Najlepszy debiut scenariuszowy         | Joseph Tropiano i Stanley Tucci                 | wygrana   |
| 1997 | 13. ceremonia wręczenia Independent Spirit Awards | Independent Spirit      | Najlepszy aktor                        | Tony Shalhoub                                   | nominacja |
| 1997 | 13. ceremonia wręczenia Independent Spirit Awards | Independent Spirit      | Najlepszy aktor                        | Stanley Tucci                                   | nominacja |
| 1997 | 13. ceremonia wręczenia Independent Spirit Awards | Independent Spirit      | Najlepszy film debiutancki             | Campbell Scott, Jonathan Filley i Stanley Tucci | nominacja |